# Tony Bennett
Tony Bennett, született Anthony Dominick Benedetto (New York, 1926. augusztus 3. – New York, 2023. július 21.) többszörös Grammy-díjas és kétszeres Primetime Emmy-díjas amerikai jazzénekes. Az éneklésen kívül festőként is tevékenykedett; Anthony Benedetto néven több alkotása is megtalálható különböző intézményekben. A New York-i Frank Sinatra művészeti középiskola alapítója.

## Életpályája
New York városának Astoria negyedében született és nevelkedett. Családja Olaszországból vándorolt ki, de a Calabriában élő görög kisebbségtől, a grikóktól származik. Bennett már kiskora óta foglalkozik énekléssel. A gyalogság soraiban harcolt a második világháborúban. Évekkel később visszatért az énekléshez és leszerződött a Columbia kiadóhoz.
1951-ben szerezte meg első listavezető pozícióját a "Because of You" című 1940-ben íródott dal feldolgozásával. Az ötvenes években olyan sikeres dalokat adott ki többek között, mint a "Rags to Riches". Bennett egyértelműen a dzsessz felé orientálódott. Az ötvenes évek végén olyan népszerű albumokat adott ki, mint a The Beat of My Heart vagy a Basie Swings, Bennett Sings. 1962-ben vette fel az „I Left My Heart in San Francisco” című 1953-as dal újabb változatát, melyet azóta is legtöbben Bennett nevével azonosítanak. Bennett zenei karrierje a rock elterjedését követően háttérbe szorult.
Az 1980-as évek végén, illetve a 90-es évek elején tért csak vissza a zenei piacra, miután több aranyminősítést elérő lemezt adott ki. Legutóbbi nagyobb sikerét 2014-ben érte el, mikor Lady Gagával közösen kiadta a Cheek to Cheek című Grammy-díjas jazzkorongot.
Karrierje során 19 Grammy-díjat nyert el, 2001-ben pedig Grammy-életműdíjat kapott. Ezenkívül két Emmy-díjjal is rendelkezik. Világszerte több mint 50 millió lemezt adott el.
2023. július 21-én, két héttel a 97. születésnapja előtt hunyt el.

## Fordítás
- Ez a szócikk részben vagy egészben  a   Tony Bennett című angol Wikipédia-szócikk fordításán alapul.  Az eredeti cikk szerkesztőit annak laptörténete sorolja fel. Ez a jelzés csupán a megfogalmazás eredetét és a szerzői jogokat jelzi, nem szolgál a cikkben szereplő információk forrásmegjelöléseként.